# Hersbruck
Hersbruck är en stad i Landkreis Nürnberger Land i Regierungsbezirk Mittelfranken i förbundslandet Bayern i Tyskland. Hersbruck, som för första gången nämns i ett dokument från år 976, har cirka 13 000 invånare.

## Administrativ indelning
Hersbruck består av tio Stadtteile.
- Altensittenbach
- Ellenbach
- Großviehberg
- Hersbruck (Stadtgebiet)
- Kühnhofen
- Leutenbach
- Weiher
- Hagenmühle